# Cronometru

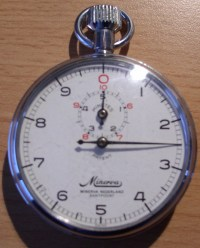
Cronometru

Cronometru este un ceas special, care are funcțiuni specifice, de măsurat cu mare exactitate doar intervale de timp. Acest mecanism a devenit indispensabil în întrecerile sportive și în stabilirea recordurilor pe o durată fixă de timp. 